# Campionat d'Europa de touch rugbi de 2014
El desè Campionat d'Europa de touch rugbi es disputarà entre el 6 i el 10 d'agost de 2014 a les pistes de la Universitat de Swansea (Gal·les) en vuit categories diferents: masculina, femenina, mixta, sènior masculina, majors de 30 anys masculina, majors de 35 anys masculina, majors de 40 anys masculina i majors de 27 anys femenina.
Aquest fou el primer Campionat d'Europa en el que participà l'Associació Catalana de Touch (ACT), entitat reguladora del touch rugbi a Catalunya, després que fos reconeguda per la Federació Internacional de Touch (FIT) el setembre de 2009. Ja anteriorment havia disputat la Copa del Món de 2011 en categoria mixta (homes i dones), finalitzant en dissetena posició, d'un total de dinou. En aquesta ocasió, també va disputar el torneig exclusivament en categoria mixta.

## Categoria mixta

### Participants
| Grup A | Grup A   |
| ------ | -------- |
|        | Alemanya |
|        | Escòcia  |
|        | França   |

| Grup B | Grup B        |
| ------ | ------------- |
|        | Anglaterra    |
|        | Catalunya     |
|        | Països Baixos |
|        | Suïssa        |

| Grup C | Grup C   |
| ------ | -------- |
|        | Gal·les  |
|        | Guernsey |
|        | Itàlia   |
|        | Jersey   |

### Fase final
|  | Semifinals                                  | Semifinals                                  |   |                                             | Final                                       | Final |
|  |                                             |                                             |   |                                             |                                             |       |
|  | 10 d'agost - Swansea Universitat de Swansea |                                             |   |                                             |                                             |       |
|  | Escòcia                                     | 17                                          |   |                                             |                                             |       |
|  | Jersey                                      | 8                                           |   |                                             |                                             |       |
|  |                                             |                                             |   |                                             |                                             |       |
|  |                                             |                                             |   |                                             | 10 d'agost - Swansea Universitat de Swansea |       |
|  |                                             |                                             |   |                                             | Escòcia                                     | 8     |
|  |                                             | Anglaterra                                  | 6 |                                             |                                             |       |
|  |                                             |                                             |   |                                             |                                             |       |
|  |                                             |                                             |   |                                             |                                             |       |
|  |                                             |                                             |   |                                             | Tercer lloc                                 |       |
|  | 10 d'agost - Swansea Universitat de Swansea | 10 d'agost - Swansea Universitat de Swansea |   | 10 d'agost - Swansea Universitat de Swansea | 10 d'agost - Swansea Universitat de Swansea |       |
|  | Anglaterra                                  | 8                                           |   | Gal·les                                     | 10                                          |       |
|  | Gal·les                                     | 5                                           |   |                                             | Jersey                                      | 7     |

### Classificació
| Equip | Equip         | Equip |
| ----- | ------------- | ----- |
| 1r    | Escòcia       |       |
| 2n    | Anglaterra    |       |
| 3r    | Gal·les       |       |
| 4t    | Jersey        |       |
| 5è    | França        |       |
| 6è    | Països Baixos |       |
| 7è    | Itàlia        |       |
| 8è    | Guernsey      |       |
| 9è    | Alemanya      |       |
| 10è   | Suïssa        |       |
| 11è   | Catalunya     |       |